# Via Maris

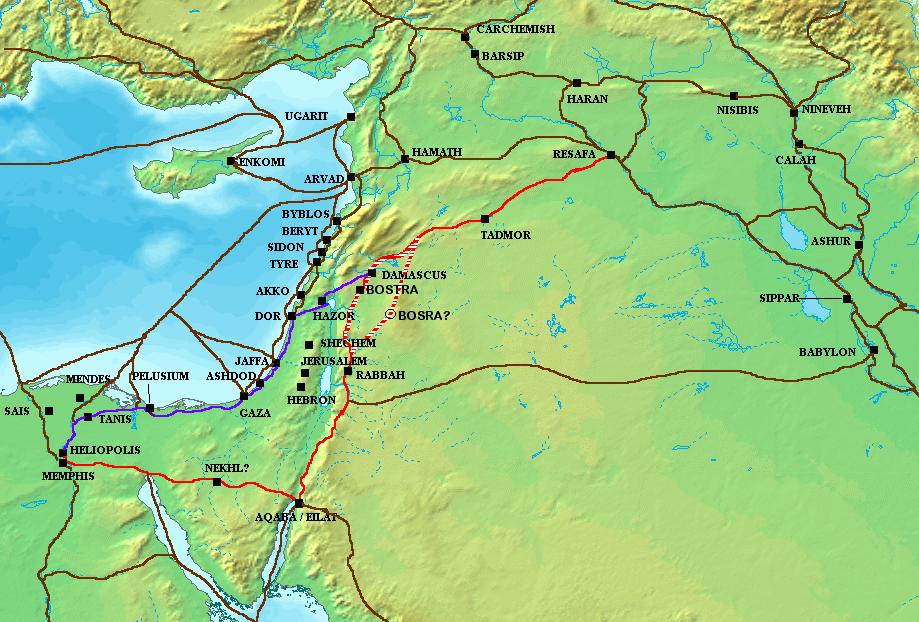
Prawdopodobny przebieg Via Maris
(kolor granatowy)

Via Maris (hebr. דרך הים, tłum. na język polski jako Droga Nadmorska lub Droga Morska) – ważny strategicznie starożytny szlak handlowy, który łączył Afrykę Północną z krajami Lewantu na północy i był jednym z głównych traktów w starożytnej Palestynie. Nazwa Via Maris była używana od czasów rzymskich, lecz w źródłach nie występowała łącznie z opisami przebiegu trasy. Szlak został powiązany z nazwą Via Maris dopiero w początku XX wieku. W czasach antycznych trasa bywała także określana jako droga nadbrzeżna lub droga Filistynów. Współczesna identyfikacja szlaku i jego dokładnego przebiegu jest trudna.

## Nazwa
Termin דרך הים („Derech HaYam” [dérek hayyām]) pojawia się w Tanach, w Księdze Izajasza (8,23). Łacińska nazwa Via Maris jest bezpośrednim przeniesieniem hebrajskiego terminu. Wulgata (Iz 9,1) zawiera tłumaczenie: Primo tempore adleviata est terra Zabulon et terra Nepthalim et novissimo adgravata est via maris trans Iordanem Galileae gentium. Biblia Tysiąclecia podaje to zdanie jako werset 23b rozdziału 8: W dawniejszych czasach upokorzył [Pan] krainę Zabulona i krainę Neftalego, za to w przyszłości chwałą okryje drogę do morza, wiodącą przez Jordan, krainę pogańską. Termin pojawia się także w Ewangelii Mateusza jako „droga morska”. Odnotowany jest także w Księdze Ezechiela 41,12, lecz jako oznaczenie nie szlaku, ale kierunku (zachodniego). Komentatorzy wiążą frazeologizm z „zachodnią stroną”, „drogą wiodącą do morza Śródziemnego” lub – najczęściej – z „drogą wiodącą do morza Galilejskiego”. Trasa bywała także określana jako droga nadbrzeżna lub droga Filistynów.
Zdaniem Barry’ego J. Beitzela, amerykańskiego biblisty, kartografa biblijnego i geografa biblijnego nazwa szlaku Via Maris najprawdopodobniej odnosiła się do „morza” Galilejskiego. Trasa wiodła zachodnim wybrzeżem jeziora. Nazwa Via Maris była używana od czasów rzymskich.
Johanan Aharoni, archeolog, autor licznych publikacji z zakresu archeologii Bliskiego Wschodu, wskazywał, że w egipskim „Papyrus Anastasi I” trakt był nazywany „drogami Horusa”. Określenie „drogi Horusa” pojawia się w „Opowieści Sinuheta” z czasów XII dynastii (epoka Średniego Państwa).

## Via Marisw źródłach
Źródła egipskie pozwalają na ustalenie, że szlak rozpoczynał się w Egipcie, w Tell Abu Seifeh położonym 2 mile na wschód od Al-Kantara. Egipska część szlaku była pilnie strzeżona i mocno ufortyfikowana. Johanan Aharoni spekulował, że być może ze względu na silnie strzeżone tereny wzdłuż szlaku Izraelici podczas ucieczki z Egiptu nie szli „...drogą prowadzącą do ziemi filistyńskiej, chociaż była najkrótsza” (Wj 13,17).
Różni autorzy wskazują, że poszczególne miejscowości skomunikowane ze sobą tym szlakiem istniały już co najmniej od epoki brązu.
Zachowane holenderskie, hiszpańskie, niemieckie, włoskie portugalskie, francuskie i brytyjskie mapy, które powstały w okresie 1474–1800 pokazywały znaczący szlak wiodący do Damaszku przez Gazę, Megiddo, Kuneitrę oraz Chasor. Używały dla niej innej nazwy lub nazw, lecz nigdy nazwy Via Maris. Francesco Quaresmi włoski franciszkanin, kapłan katolicki, palestynolog, teolog i kustosz Ziemi Świętej, opublikował w pierwszej połowie XVII wieku kilka książek na temat Palestyny i stwierdzał, że Via Maris to szlak łączący Syrię z morzem Śródziemnym, przecinający Jordan i przez Dolną Galileę zmierzający do Acre (Akka). Zarówno Quaresmi, jak i Burchard z góry Syjon – średniowieczny dominikanin niemieckiego pochodzenia, który w XIII wieku podróżował po Palestynie i spisał swe wrażenia w „Descriptio Terrae Sanctae” – nie wspominali, by we współczesnych im realiach nazywano szlak Via Maris, lecz wiązali identyfikację z łacińskim tekstem biblijnym.
Dopiero na początku XX wieku Richard Hartmann i George Adam Smith opisali szlak wiodący przez Gazę, Megiddo, Kuneitrę oraz Chasor i zidentyfikowali go jako starożytną drogę określaną jako Via Maris, lecz krytycy wskazują na brak pisanych źródeł potwierdzających postawioną tezę.

## Przebieg szlaku

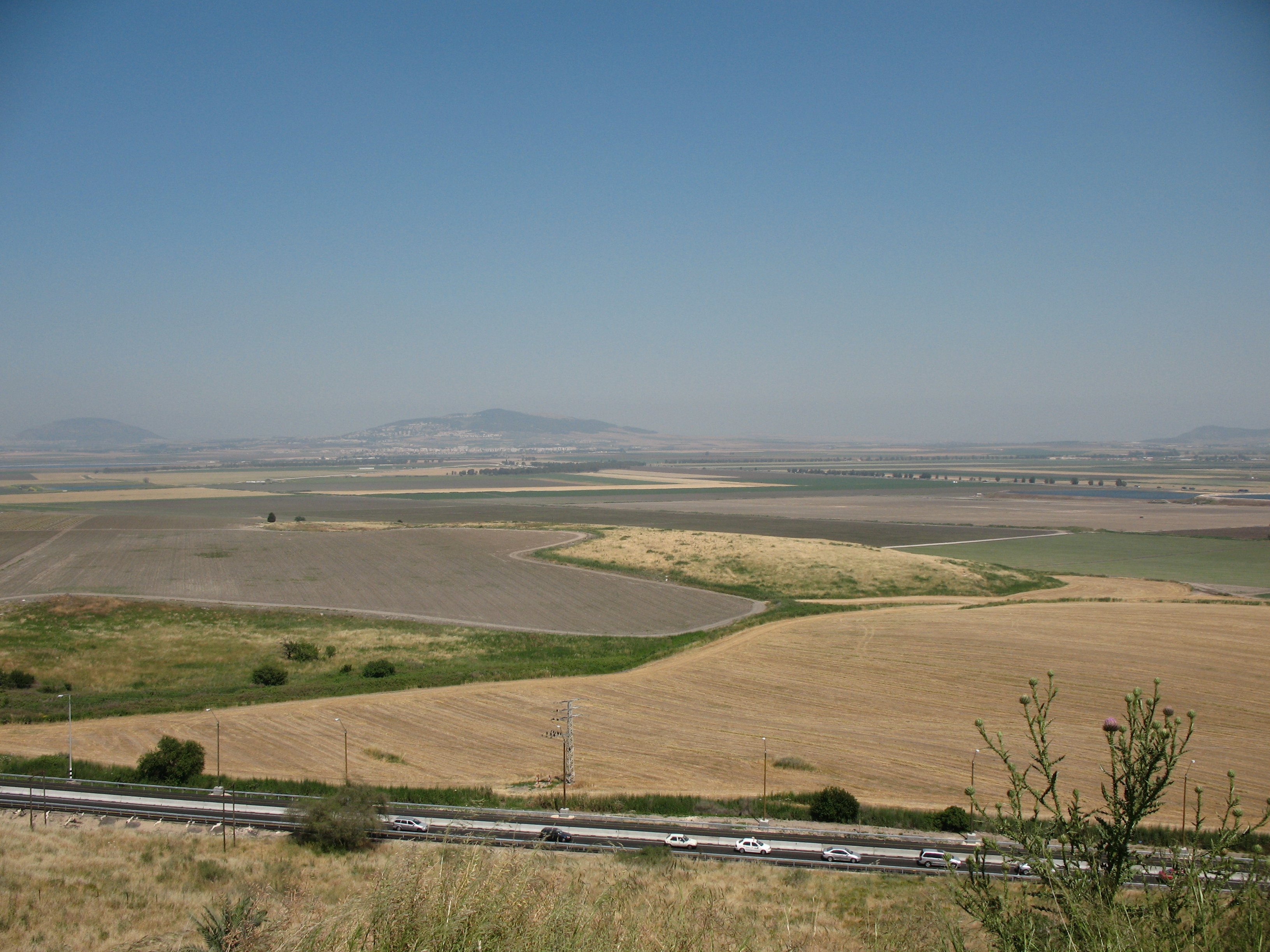
Dolina Jezreel: współczesna szosa biegnąca wzdłuż historycznej Via Maris

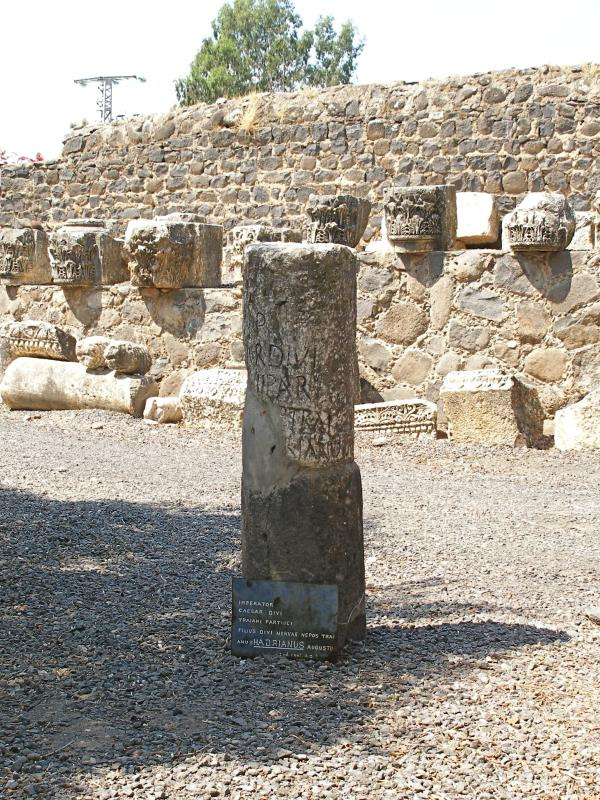
Kafarnaum: pozostałości rzymskiego kamienia milowego odkrytego kilkaset metrów na północ od miasta w kierunku Damaszku

Trakt rozpoczynający swój bieg w egipskim Tell Abu Seifeh wiódł przez Gazę, Aszkelon, Jawne, Jafę, Cezareę Nadmorską, a na równinie przybrzeżnej Izraela droga się rozwidlała. Jeden szlak wiódł przez Ptolemaidę wzdłuż wybrzeża na północ przez Tel Afek. Natomiast druga odnoga na terenie równiny Szaron skręcała do doliny Jezreel ku Megiddo i – jak twierdzi część źródeł – ponownie się rozwidlała. Trakt wiodący na wschód kierował się ku Bet Sze’an (dawne Scytopolis), czyli do wiodącej doliną Jordanu Drogi Królewskiej, natomiast główny szlak przecinał Galileę i wiódł wzdłuż zachodniego brzegu Jeziora Galilejskiego przez Kuneitrę, Chinnereth, Kafarnaum, Betsaidę, Dan, Chasor i dalej do Damaszku i Mezopotamii.
Włoski benedyktyn, biblista i archeolog Bargil Pixner uważał, że od wybrzeża Morza Śródziemnego szlak wiódł do Bet Sze’an, gdzie miał się rozwidlać i wieźć do Damaszku dwiema trasami: jedna droga miała prowadzić ku Jezioru Tyberiadzkiemu i jego zachodnim wybrzeżem przez Tyberiadę, Taricheę (Magdala), Kafarnaum, przez Betsaidę Julias, gdzie przekraczała Jordan i dalej przez Golan do Damaszku. Pixner powołując się na żydowskiego historyka Józefa Flawiusza (Życie, 71) wskazuje, że w Betsaidzie Julias należący do imperium szlak przekraczał Jordan przez most. Druga odnoga trasy miała od Bet Sze’an prowadzić przez południowo-wschodni fragment wybrzeża jeziora, wspinać się na Wzgórza Golan mijać Hippos i przez Baszan także docierać do Damaszku. Brak jednoznacznego określenia przebiegu szlaku.
Niektóre punkty szlaku znajdują pośrednie potwierdzenie w odkrytych artefaktach i źródłach. W odległości około 500 m na północny wschód od centrum Kafarnaum archeolodzy odkryli rzymski kamień milowy z łacińskim napisem Imp(erator)/Caesar Divi/ [Traia]ni Par(thici)/F(ilius) [Divi Nervae N]ep(os) Trai[anus/Ha]drianus Aug(ustus), który pośrednio potwierdza, że w okresie panowania cesarza Hadriana (lata 117–138) wiódł tędy znaczący szlak. Jerome Murphy-O’Connor, irlandzki dominikanin, biblista, teolog katolicki, profesor Francuskiej Szkoły Biblijnej i Archeologicznej w Jerozolimie zwracał uwagę, że w czasach opisywanych przez Ewangelie w Kafarnaum ulokowany był urząd celny (Ewangelie wskazują, że celnikiem był Mateusz) oraz niewielki garnizon rzymski, co potwierdza, że przebiegał tamtędy szlak handlowy i – co ma potwierdzać fakt wymieniania imienia cesarza w mianowniku – był to szlak imperium rzymskiego. W bezpośrednim sąsiedztwie Kafarnaum archeolodzy odkryli mauzoleum usytuowane (podobnie jak przy Via Appia) przy dawnej rzymskiej drodze. Zawierało pięć dużych sarkofagów. Data powstania tego mauzoleum została oszacowana na I–II wiek.

## Funkcje
O kontrolę nad Via Maris i biegnącą po wschodniej stronie Jordanu Drogą Królewską toczyła się rywalizacja między Egiptem a ówczesnymi potęgami położonymi na północy. Próby zachowania kontroli na tymi traktami skutkowały licznymi wojnami i bitwami. W północnej części półwyspu Synaj szlaki handlowe powstawały już mniej więcej 3000 lat p.n.e. Egipcjanie poszukiwali wówczas wyrobów metalowych w południowej części Palestyny. Starali się zachować kontrolę nad szlakiem pomiędzy Egiptem a Gazą. W 1973 roku odkryto ruiny pochodzącego z XIV wieku p.n.e. fortu w Bir al-Abd w północnej części Synaju. Był utrzymywany gwoli obrony interesów Egiptu wzdłuż szlaku na pograniczu egipskim i w pasie wybrzeża filistyńskiego.
Według Waltera Dietricha toczące się w X w. p.n.e. konflikty Izraelitów z Filistynami mogły mieć związek z dążeniem do opanowania Via Maris. Król Dawid zapewnił Izraelowi panowanie nad szlakiem, a także (m.in. dzięki kampanii przeciwko Ammonitom) nad położoną na wschodzie Drogą Królewską. Przyczyniło się to do wzrostu znaczenia i bogactwa Izraela w okresie panowania króla Salomona.
Nadmorskim odcinkiem Via Maris, którą wówczas nazywano „starą drogą fenicką” (Polibiusz, Dzieje XII, 20), rozpoczął w listopadzie 333 roku p.n.e. (po bitwie pod Issos) marsz na południe – przez Sydon, Tyr i Gazę ku Egiptowi – Aleksander Macedoński.
W trzecim wieku p.n.e. praktyczny monopol na handel na południowym krańcu Via Maris zachowywali Nabatejczycy. Handlowali winem, tekstyliami, przyprawami, wyrobami metalowymi i haszyszem.